# Bigode
João Ferreira, detto Bigode (Belo Horizonte, 4 aprile 1922 – Belo Horizonte, 31 luglio 2003), è stato un calciatore brasiliano, di ruolo difensore. Morì all'età di ottantuno anni di sepsi e disturbi circolatori causati dalla polmonite cronica, contratta in età avanzata.

## Caratteristiche tecniche
Giocava come difensore, più precisamente come terzino sinistro.

## Carriera

### Club
Bigode iniziò a giocare a livello professionistico con l'Atlético Mineiro, squadra della sua natia Belo Horizonte, dopo aver giocato per Industrial e Combate a livello giovanile. Vinse due volte consecutive il Campeonato Mineiro (1941 e 1942), trasferendosi poi al Fluminense di Rio de Janeiro l'anno successivo, conquistando il Campeonato Carioca nel 1946. Lasciato il Fluminense nel 1949, passò ai rivali cittadini del Flamengo, debuttando il 14 gennaio 1950 contro il Vasco da Gama e concludendo la sua esperienza nel club il 29 dicembre 1951 contro l'Olaria, per poi ritirarsi nel 1956 ancora con il Fluminense.

### Nazionale
Con la Nazionale di calcio del Brasile ha giocato tra il 1949 e il 1950, facendo parte dei convocati per il vittorioso Campeonato Sudamericano de Football 1949 e per il campionato del mondo 1950. Quest'ultima competizione segnò la fine della carriera del giocatore in Nazionale, dato che insieme al portiere Barbosa e al commissario tecnico Flávio Costa fu ritenuto responsabile della sconfitta per mano dell'Uruguay in finale in quello che fu definito maracanaço. Durante quella partita fu infatti facilmente eluso da Alcides Ghiggia. Nel corso di tale manifestazione giocò cinque partite, mentre in totale con la selezione brasiliana conta undici presenze.

## Palmarès

### Club
- Campionato Carioca: 1

Fluminense: 1946
- Campionato Mineiro: 2

Atlético-MG: 1941, 1942

### Nazionale
- Campeonato Sudamericano de Football: 1

Brasile 1949
- Coppa Oswaldo Cruz: 1

1950
- Copa Rio Branco: 1

1950
- Campionato Panamericano: 1

1952